# Alle lieben Peter
Alle lieben Peter (Untertitel Tempo, Tanz und tausend Noten) ist eine deutsche musikalische Filmkomödie von Wolfgang Becker aus dem Jahre 1959. Das Drehbuch geht auf eine Idee von Clemens Ott zurück. Neben Peter Kraus in der Titelrolle sind Hannelore Schroth als Peters Mutter, Boy Gobert als deren Verehrer, Helen Vita als Peters Tante und Christine Kaufmann als Kitty Steiner, das Mädchen, in das Peter sich verliebt, zu sehen.

## Handlung
Peter Erdmann ist Maschinenbaustudent und Musiker. Gemeinsam mit seinem Freund Tommy hat er eine Rockband. Er lebt mit seiner Mutter zusammen, die seit Jahren Witwe ist. Mutter Sylvia wird verehrt von dem Generalvertreter Bernd Werding. Peter ist sehr bemüht um seine Mutter und wünscht ihr ein neues Glück. Jedoch möchte sie nicht, dass Werding weiß, dass sie zehn Jahre älter ist, als sie vorgibt, und dass ihr Sohn bereits erwachsen ist. Deshalb spielt Peter ihm einen 14-jährigen Bengel vor. Von seinem Freund Tommy hatte er einen Hilferuf erhalten und war daraufhin von seinem Praktikum, das er gerade in einer Autofabrik absolviert, nach Hause geeilt.
Kitty Steiner, die älteste der drei Töchter von Generaldirektor Steiner und seiner Frau, sucht für eine Party, die ihre Eltern geben, beim Studentenwerk nach passenden Musikern. Dabei läuft sie Peter sozusagen in die Arme, der sich sofort in das bildhübsche junge Mädchen verliebt und von Kitty zusammen mit seinen Musikerkollegen gebucht wird. Die Party ist also nicht nur musikalisch ein voller Erfolg – bis plötzlich Peters Mutter Sylvia mit ihrem Verehrer Werding auftaucht, der Peter auf gar keinen Fall erkennen darf.
Da Kitty Peter verdächtigt, etwas mit Sylvia Erdmann zu haben, da sie ihn mehrmals zusammen mit dieser sieht und Peter nicht glaubt, als er ihr anvertraut, dass Sylvia seine Mutter sei, geht sie den Dingen selbst auf den Grund und findet heraus, dass Mutter und Sohn gegenüber Bernd Werding ein Versteckspiel veranstalten. Sie verspricht Peter jedoch, erst einmal nichts zu sagen, da er ihr versichert, dass seine Mutter das Ganze in Kürze aufklären werde. Da auch Werding inzwischen misstrauisch geworden ist, geht er seinem Verdacht nach und findet heraus, dass Peter Erdmann ein 20-jähriger Student ist. Er informiert Peter in einem Brief darüber, dass er Bescheid wisse, sich aber erst einmal zurückziehen werde. Peter glaubt nun, dass Kitty sich nicht an ihr Versprechen gehalten hat, und macht enttäuscht Schluss mit ihr.
Im Jazzkeller, in dem Peter und seine Freunde einen Auftritt haben, kommt es zu einer wilden Schlägerei, als die von Tommy herbeitelefonierte Kitty dort von einigen Radaubrüdern belästigt wird. Als die Gruppe um Peter schon zu scheitern droht, taucht urplötzlich Werding auf und setzt einen Angreifer nach dem anderen außer Gefecht. Auf dem Polizeirevier, zu dem auch Sylvia und Kittys Eltern zitiert worden sind, erklärt Werding der verdutzten Sylvia, dass er leider nur eine Frau heiraten könne, die mindestens 40 Jahre alt sei. Sylvia erklärt ihm daraufhin lachend, dass das das kleinste Problem sei, da sie in drei Wochen Geburtstag habe. Peter, der inzwischen weiß, dass er Kitty Unrecht getan hat, ist glücklich, sich wieder mit ihr versöhnen zu können.

## Produktion

### Produktionsnotizen, Hintergrund
Der Melodie-Farbfilm wurde von der Produktionsfirma KG DIVINA-FILM GmbH & Co. hergestellt. Die Firma gehörte Ilse Kubaschewski, die zugleich Inhaberin des Erstverleihs Gloria-Film GmbH & Co. Filmverleih KG war.
Die Atelieraufnahmen entstanden in den Studios der Bavaria-Filmkunst AG München-Geiselgasteig. Die Produktionsleitung lag bei Ernst Steinlechner. Für die Choreographie im Film lag die Verantwortung bei Irene Mann. Für die Bauten waren Willi Schatz und Werner Achmann verantwortlich, für die Kostüme Margot Schönberger.
Peter Kraus singt die Schlager Kitty-Cat und My Havanna-Love sowie zusammen mit Max Kutta das Gospelstück When the Saints Go Marching In. Die Liedertexte der Schlager stammen von Hans Bradtke und Aldo von Pinelli, Musikproduktion Gerhard Mendelson.
Bemerkenswert an dem Film ist auch, dass die zuvor als Kinderstar bekanntgewordene Christine Kaufmann im Alter von erst vierzehn Jahren im Film eine Achtzehnjährige spielt.

### Veröffentlichung
Der Film wurde am 3. Juni 1959 in der Bundesrepublik Deutschland uraufgeführt. In Finnland wurde er am 10. Juni 1960 unter dem Titel Kaikki rakastavat Peteriä veröffentlicht; in Griechenland lief er unter dem Titel Ein’ oraio n’ agapas. Der internationale Titel des Films lautet Everybody Loves Peter.
Der Film erschien am 11. August 2006 auf DVD, herausgegeben von Studiocanal/Kinowelt.

## Kritik
Die DVD warb mit den Worten „beschwingte Verwechslungskomödie voller Witz und Situationskomik“.
Kino.de meinte: „Kleine, vorhersehbare und ganz auf Peter Kraus zugeschnittene musikalische Komödie.“ Weiter heißt es: „Peter Kraus, die deutsche Antwort auf Bill Haley, gibt hier einmal mehr den ewig strahlenden Sonnyboy, der generationsübergreifend für gute – und vor allem jugendfreie Unterhaltung – sorgt. Nette Liedchen, sympathische Schauspieler – darunter Christine Kaufmann als Kitty, Gustav Knuth als Steiner und das bayerische Urgestein Beppo Brem als Autohändler – sowie die überaus vorhersehbare Story prädestinieren dieses musikalische Lustspiel als prototypische öffentlich-rechtliche Sonntagnachmittagsunterhaltung.“
TV Spielfilm schrieb: „Beschwingte Verwechslungskomödie voller Witz und Situationskomik“.
Auf der Seite Wunschliste.de heißt es, Peter Kraus spiele hier die Rolle, „die ihn auch im Kino zum Publikumsliebling“ gemacht habe: „Die des freundlichen Jungen von nebenan, der sich trotz seiner Leidenschaft für Rock ’n’ Roll mit Jung und Alt bestens versteht.“ „Im Gegensatz zu vielen Verwechslungsklamotten dieser Jahre“ sei es Regisseur Becker gelungen, „zusammen mit seinem Star eine amüsante und durchaus ironische Komödie, die auch heute noch unterhält und auch als Zeitdokument besonderen Reiz besitzt“, zu drehen. „Der Humor ist nicht platt, oft sogar augenzwinkernd. Nicht nur Peter, auch diesen Film muss man lieben“, schrieb TV-Spielfilm seinerzeit.
Das Lexikon des Internationalen Films stellte fest: „Kleines, mit modischen Zutaten angereichertes musikalisches Lustspiel – in Gang gebracht durch eine verwitwete Schauspielerin, die sich ihrem Verehrer gegenüber jünger ausgibt, als sie ist.“